# Hypocaccus dauricus
Hypocaccus dauricus är en skalbaggsart som beskrevs av Reichardt 1930. Hypocaccus dauricus ingår i släktet Hypocaccus och familjen stumpbaggar. Inga underarter finns listade i Catalogue of Life.